# Tempestade de citocinas
Tempestade de Citocina ou hipercitocinemia é o fenômeno causado por uma reação potencialmente fatal dentro do sistema imunológico.

## Sintomas
Alguns dos principais sintomas são: febre alta, Fadiga (medicina) e náuseas acentuadas.

## Papel em mortandade pandêmica
Acredita-se que tempestades de citocina foram responsáveis por muitas das mortes durante a pandemia de influenza de 1918, que matou um número desproporcional de jovens adultos.  Neste caso, um sistema imunológico saudável pode ter sido uma deficiência, ao invés de uma vantagem. Resultados preliminares de pesquisas de Hong Kong também indicou isto como a razão provável por muitas das mortes durante a epidemia de SARS em 2003. Mortes humanas da gripe aviária H5N1 usualmente envolvem tempestades de citocina também. Reportes recentes de alta mortalidade de jovens adultos saudáveis durante a pandemia de gripe suína em 2009 levou à especulação de que tempestades de citocina podem ter sido responsáeis por estas mortes, uma vez que a Gripe Suína advém da mesma cepa da Gripe Espanhola de 1918. Entretanto, os Centers for Disease Control and Prevention (CDC) indicaram que os sintomas reportados desta cepa até então são similares aos da gripe comum, e afirmando que há "informação insuficiente até agora sobre complicações clínicas desta infecção pela variante de vírus, de origem suína da influenza A (H1N1)." Tempestades de citocina também têm implicado na síndrome pulmonar de hantavírus.

## Causas
Quando o sistema imunológico está lutando contra agentes infecciosos, as citocinas sinalizam células imunológicas tais como linfócitos-T e macrófagos para agirem no local da infecção. Em resposta da ativação das imunológicas pelas citocinas ocorre um estímulo para produção de mais citocinas. Normalmente, este feedback é mantido na verificação pelo corpo. Entretanto, em alguns casos, a reação torna-se descontrolada e células imunológicas demais são ativadas em um único lugar.
A razão precisa para isto não é inteiramente compreendida, mas pode ser causada por uma resposta exagerada quando o sistema imunológico encontra um invasor novo e altamente patogênico. As tempestades de citocinas têm o potencial fazer dano significativo aos tecidos e aos órgãos do corpo, pois as citocinas regulam os processos inflamatórios, esta ação descontrolada pode causar vários danos locais.
Se uma tempestade de citocina ocorre nos pulmões, por exemplo, os líquidos e as células imunológicas como macrófagos podem acumular-se e eventualmente obstruir as vias aéreas,  isto pode resultar em morte por asfixia, uma vez que se as vias respiratórias estivessem bloqueadas, não haveria absorção de oxigênio.
A tempestade de citocina (hipercitocinemia) é a expressão sistemática de um sistema imunológico saudável e vigoroso tendo por resultado a liberação de mais de 150 mediadores inflamatórios conhecidos (citocinas, radicais livres do oxigênio, e fatores de coagulação).
As citocinas pro-inflamatórias (tais como o fator-alfa da necrose do tumor, o Interleukin-1, e o Interleukin-6) e as citocinas anti-inflamatórias  (tais como o antagonista do receptor do interleukin-10 e do interleukin-1) são elevados no soro dos pacientes que experimentam uma tempestade de citocina.
As tempestades de Citocinas podem ocorrer em um número de doenças infecciosas e não-infecciosas que incluem a: Doença do enxerto contra hospedeiro, GVHD, Síndrome do desconforto respiratório do adulto (SDRA), Gripe aviária, Síndrome da Resposta Inflamatória Sistêmica (SRIS), Sepse. Ela também pode ser induzida por medicamentos como: TGN1412 e seus derivados.